# Leisure Suit Larry: Magna Cum Laude
Leisure Suit Larry: Magna Cum Laude — видеоигра серии Leisure Suit Larry в жанре квест, изданная компанией Sierra Entertainment осенью 2004 года для персональных компьютеров под управлением Windows для консолей Xbox и PlayStation 2 и для мобильных телефонов под управлением J2ME. 1 сентября 2005 года компанией «Софт Клаб» была выпущена локализованная на русский язык версия игры под названием «Похождения Ларри: Кончить с отличием».
Главным героем игры является племянник Ларри Лафера — Ларри Лавидж.

## Игровой процесс
Ларри перемещается по Колледжу, взаимодействует со студентами и персоналом, ищет различные знаки (токены) и фотографирует девушек (для последующей продажи фотографий коллекционерам). Основной сюжет разбивается на игровые сценки, которые начинаются при беседе с каким-либо персонажем. К примеру, «разговор с девушкой» поднимает её симпатию к игроку, «бросание монет в стакан» может увеличить количество денег у главного героя.

### Другие игровые сценки
- Разговор: игрок управляет сперматозоидом, плывущем навстречу зелёным значкам (слова, которые нравятся девушке) и красным (слова девушке не нравятся).
- Танцы: для успешного исполнения танца игрок должен вовремя нажимать на соответствующую клавишу.
- Трамплин: требуется вовремя нажать клавишу для удачного прыжка с трамплина.
- Раздавать и ловить: раздача и ловля листовок.
- Монетка в стакане: игроки по очереди бросают в стакан монетки, после промаха выпивается спиртное.
- Бежать и не быть пойманным: игрок убегает (иногда голым) от людей (охранников) и не должен быть пойман.

### Девушки в игре
Девушки, с которыми встречается Ларри.
Салли Мэй — родилась и жила в селе, приехала поступать в университет, имеет характерный сельской акцент.
Иона — застенчивая и робкая, внучка декана университета, любит книги.
Анна-Лиза — итальянка, резкая и дерзкая, может нецензурно выражаться.
Херриет — состоит в группе духового оркестра команды по американскому футболу.
Люба — алкоголичка и девушка лёгкого поведения.
Жанна — имеет русский акцент и иногда говорит про Россию.
Шарлотта — защитница животных.
Сьюзи — байкер и садомазохистка, любит рок-музыку.
Барбара Джо — чирлидер.
Тилли — бизнеследи.

## Версии и выпуски
Leisure Suit Larry: Magna Cum Laude была выпущена в двух изданиях — стандартном и Uncut & Uncensored: в последнем все баннеры с цензурой были убраны. Такое решение позволило благоприятно повлиять на продажи игры, поскольку в Северной Америке издание Uncut & Uncensored получило рейтинг «Только для взрослых» по оценке ESRB, что существенно ограничило её распространение в розничной торговле.
Локализацией игры занималась компания «Софт Клаб» — переводу на русский язык подверглись как текст, так и озвучивание; локализации подверглась версия Uncut & Uncensored, будучи выпущенной под названием «Похождения Ларри: Кончить с отличием».
18 декабря 2017 года Leisure Suit Larry: Magna Cum Laude вышла в Steam.

## Оценки и мнения
| Сводный рейтинг       | Сводный рейтинг | Сводный рейтинг | Сводный рейтинг | Сводный рейтинг |
| Издание               | Оценка          | Оценка          | Оценка          | Оценка          |
| Издание               | PC              | PS2             | Xbox            | Мобильные       |
| --------------------- | --------------- | --------------- | --------------- | --------------- |
| GameRankings          | 61,35 %         | 63,37 %         | 63,58 %         | N/A             |
| Metacritic            | 59/100          | 60/100          | 62/100          | N/A             |
| Иноязычные издания    |                 |                 |                 |                 |
| Издание               | Оценка          | Оценка          | Оценка          | Оценка          |
| Издание               | PC              | PS2             | Xbox            | Мобильные       |
| 1UP.com               | 4/10            | N/A             | 6,5/10          | N/A             |
| AllGame               | [ 11 ]          | [ 12 ]          | [ 13 ]          | [ 2 ]           |
| EGM                   | N/A             | 2,5/10          | 2,5/10          | N/A             |
| Eurogamer             | N/A             | 7/10            | N/A             | N/A             |
| G4                    | N/A             | 2/5             | 2/5             | N/A             |
| Game Informer         | N/A             | N/A             | 7,5/10          | N/A             |
| GamePro               | N/A             | N/A             | [ 18 ]          | N/A             |
| GameRevolution        | D-              | N/A             | N/A             | N/A             |
| GameSpot              | 7,2/10          | 7,1/10          | 7,1/10          | N/A             |
| GameSpy               | [ 23 ]          | [ 24 ]          | [ 25 ]          | N/A             |
| GameZone              | 6,1/10          | 7/10            | 7,2/10          | N/A             |
| IGN                   | 7,2/10          | 7,2/10          | 7,2/10          | 3/10            |
| OPM                   | N/A             | 2,5/5           | N/A             | N/A             |
| OXM                   | N/A             | N/A             | 2,3/10 7,4/10   | N/A             |
| PC Gamer (UK)         | 3/100           | N/A             | N/A             | N/A             |
| PC Gamer (US)         | 39/100          | N/A             | N/A             | N/A             |
| PC Zone               | 65/100          | N/A             | N/A             | N/A             |
| Play (UK)             | N/A             | F               | F               | N/A             |
| TeamXbox              | N/A             | N/A             | 7,3/10          | N/A             |
| Русскоязычные издания |                 |                 |                 |                 |
| Издание               | Оценка          | Оценка          | Оценка          | Оценка          |
| Издание               | PC              | PS2             | Xbox            | Мобильные       |
| Absolute Games        | 67 %            | N/A             | N/A             | N/A             |
| PlayGround.ru         | 5,5/10          | N/A             | N/A             | N/A             |
| «Игромания»           | 6,5/10          | N/A             | N/A             | N/A             |
| «Страна игр»          | 6,5/10          | 6,5/10          | 6,5/10          | N/A             |

Игра получила разносторонние отзывы от критиков. На сайтах GameRankings и Metacritic средняя оценка составляет 63,58% и 62/100 для версии на Xbox, 63,37% и 60/100 — на PlayStation 2, 61,35% и 59/100 — на ПК. Некоторым рецензентам понравились юмор, визуальный стиль и озвучивание, другие же были разочарованы скучным геймплеем и долгими загрузками и посчитали, что Leisure Suit Larry: Magna Cum Laude стала излишне вульгарной, потеряв былое очарование серии.